# Nordisk dvärgmossa
Nordisk dvärgmossa (Seligeria subimmersa) är en bladmossart som beskrevs av Lindberg 1879. Enligt Catalogue of Life ingår Nordisk dvärgmossa i släktet dvärgmossor och familjen Seligeriaceae, men enligt Dyntaxa är tillhörigheten istället släktet dvärgmossor och familjen Seligeriaceae. Enligt den finländska rödlistan är arten sårbar i Finland. Enligt den svenska rödlistan är arten sårbar i Sverige. Arten förekommer i Övre Norrland. Artens livsmiljö är kalkstensklippor och kalkbrott. Inga underarter finns listade i Catalogue of Life.